# Białogórzyno
Białogórzyno (niem. Bulgrin) – wieś sołecka w Polsce położona w województwie zachodniopomorskim, w powiecie białogardzkim, w gminie Białogard.
W latach 1954–1957 wieś należała i była siedzibą władz gromady Białogórzyno, po jej zniesieniu w gromadzie Pomianowo. W latach 1975–1998 wieś należała do województwa koszalińskiego. W roku 2007 wieś liczyła 314 mieszkańców.
Osady wchodzące w skład sołectwa: Białogórzynko, Stajkowo, Wronie Gniazdo.

## Geografia
Wieś leży ok. 11 km na północny wschód od Białogardu pomiędzy Kościernicą a miejscowością Nosówko, 1 km na zachód od rzeki Radew. Jest miejscowością wielodrożnicową z trójkątnym nawisem w centrum i z dawnym założeniem podworskim w części południowej, Zabudowa szachulcowa i murowana, pochodząca z połowy XIX wieku, końca XIX wieku i początków XX wieku.

## Nazwa
Pochodzenie nazwy jest niejednoznaczne. Jej pierwotna forma jest rekonstruowana jako *Bělogorino. Może ona mieć podstawę antroponimiczną, wywodząć się od nazwy własnej *Bolegor (por. pierwszy człon poświadczonych imion Bolesław, Bolebor, drugi człon poświadczonych imion Dalegor, Cieszygor), lub topograficzną, wywodząc się od psł. *běla gora „biała góra”. Niezależnie od podstawy, nazwa powstała przez dodanie formantu -ino, w dominującej na Pomorzu formie w rodzaju nijakim.

## Historia

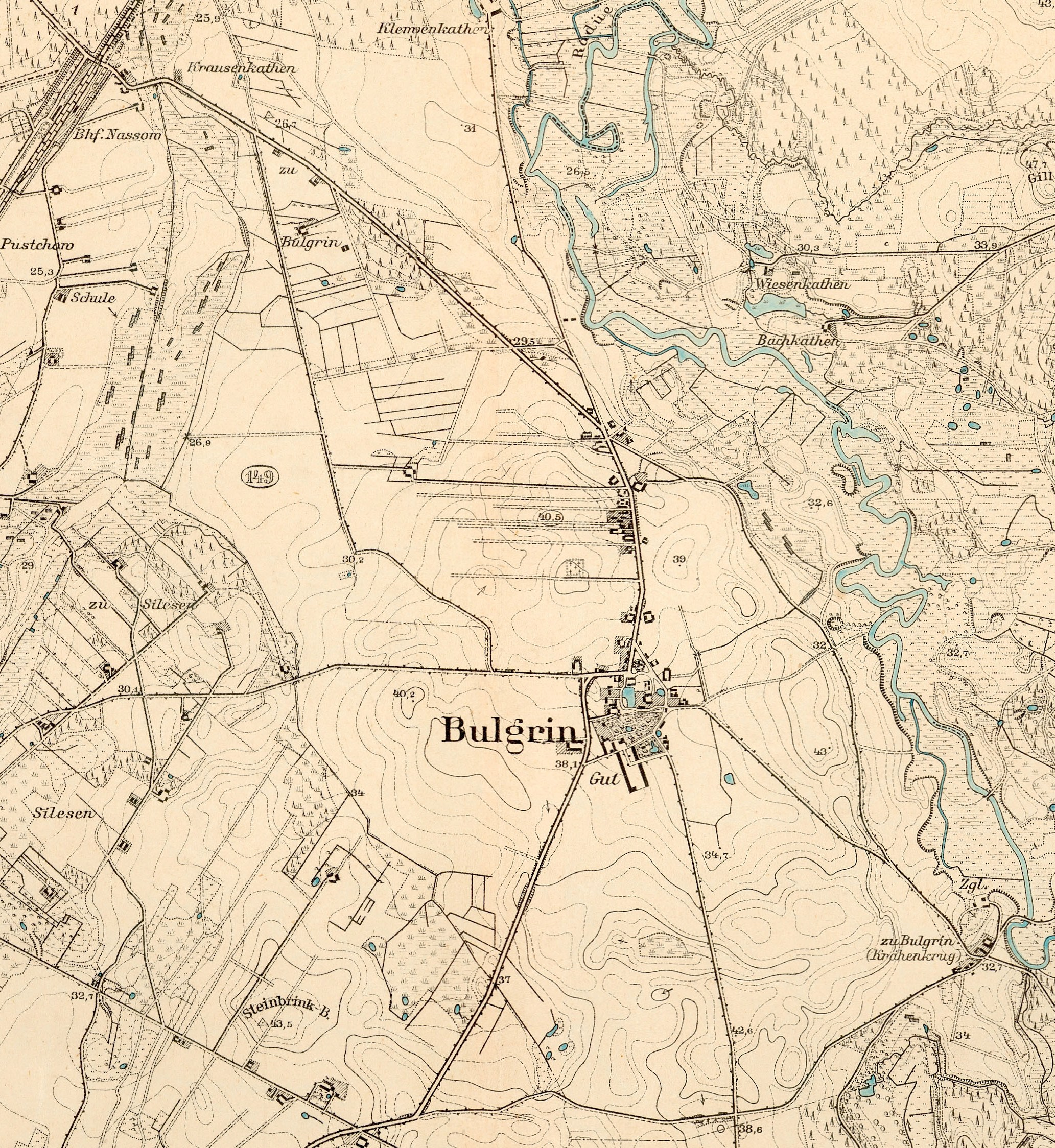
Białogórzyno i okolice w 1891 r.

Wzmiankowana po raz pierwszy w 1276 roku w zapisie Balgurino. W 1456 roku Białogórzyno występuje jako lenno starej szlachty: Klankespar (Kranksparn). 12 lutego 1606 roku, po śmierci ostatniego członka tej rodziny - Henniga Kranksparna, dobra zostały przekazane przez ks. Bogusława XIII jako nowe lenno - rodzinie Ramel. W 1746 roku, po śmierci Ernesta Aleksandra v. Ramel, zgodnie z braterską umową Białogórzyno stanowił po połowie własność braci: Henniga Christiana i Caspara Friedricha von Ramel. W 1764 roku ten ostatni otrzymał cały majątek. Sprzedał go generałowi dywizji, komendantowi z Berlina von Forcade. 1 grudnia 1773 roku dobra we wsi kupił Joachim von Kleist z Niemicy. W 1811 roku kapitan Otto Georg v. Kleist sprzedał majątek podporucznikowi Carlowi Wilhelmowi Georgowi Bonin. Rodzina Boninów sprzedała je w 1847 roku radcy sądowemu Staegemannowi. Od niego Białogórzyno nabył w 1856 r. Karl Kruger, właściciel wsi Buczki, a następnie przekazał je w drodze darowizny swojemu synowi Casparowi, Emiliowi Eugenowi Kruger, aplikantowi wyższego sądu krajowego. Ten po trzech latach zbył dobra 12 października 1863 r. Ehrenfriedowi Rossow.

## Zabytki

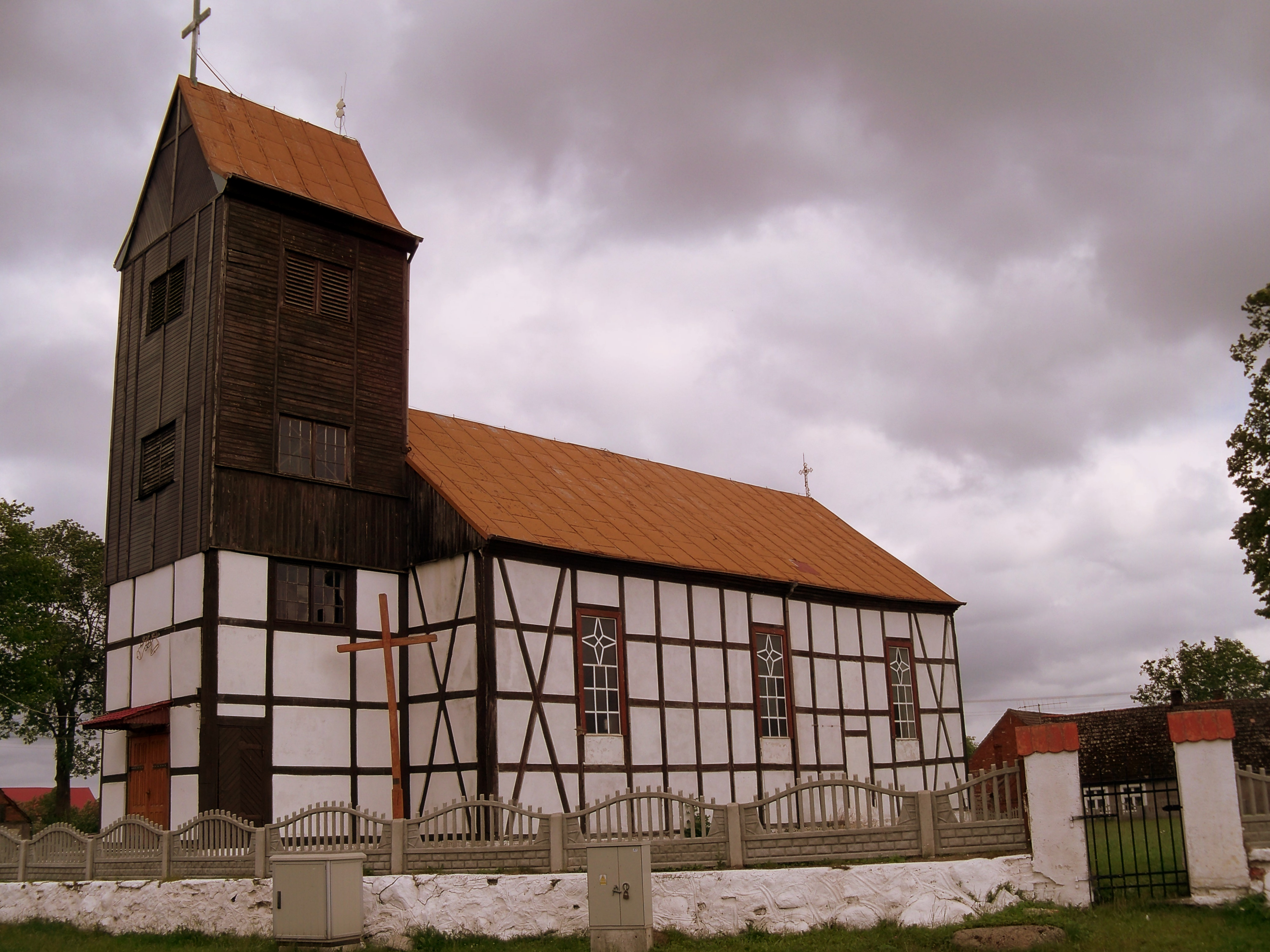
Kościół Wniebowzięcia Najświętszej Maryi Panny w Białogórzynie

Do wojewódzkiego rejestru zabytków wpisany jest:
- kościół rzymskokatolicki parafialny pod wezwaniem Wniebowzięcia NMP[6][7], szachulcowy z 1838 r., nr rej. 338 z 20 lutego 2008 r. Kościół parafialny, rzymskokatolicki należący do dekanatu Białogard, diecezji koszalińsko-kołobrzeskiej, metropolii szczecińsko-kamieńskiej. Stoi na miejscu wcześniejszej, murowanej (najprawdopodobniej średniowiecznej) świątyni, która spłonęła 8 października 1836 r. Odbudowano ją po dwóch latach jako budowlę szachulcową ze środków finansowych patrona kościoła - wdowy von Bonin, a także z pożyczki królewskiej, udzielonej przez Fryderyka Wilhelma III. Kościół usytuowany w centrum wsi, na obszarze trójkątnego nawsia, otoczony placem (część dawnego cmentarza przykościelnego - zachowane częściowo nagrobki). Świątynia jest orientowana, z prezbiterium wyodrębnionym. Wieża z 1935 r. zakończona dachem dwuspadowym[8], tak jak część główna. Z wyposażenia z czasów budowy kościoła zachowała się empora organowa i okucia metalowe drzwi. Na uwagę zasługuje ołtarz główny o formie nawiązującej do tryptyku pochodzący z 1914 roku. (przeniesiony z kościoła w Drawsku Pomorskim). W ołtarzu malowane sceny z życia Chrystusa. W centrum pierwotnie obraz - wyobrażenie św. Józefa przeniesiony na ścianę boczną, obecnie obraz Wojciecha Sawilskiego z 1947 r., ze sceną Wniebowzięcia NMP. Dzwony z 1842 i 1925 r., z XIX wieku pochodzi świecznik wiszący, chrzcielnica z XIX/XX wieku

inne zabytki
- cmentarz założony w XIX wieku o pow. 0,35 ha z cennym starodrzewem, znajduje się wśród pól na zachód od wsi
- budynki mieszkalne o konstrukcji ryglowej: zagrody nr 23, 46, 62.

## Gospodarka
We wsi znajduje się jednostka Ochotniczej Straży Pożarnej.
Rolnicy specjalizują się w hodowli bydła i trzody chlewnej.
Leśnictwo Białogórzyno posiada gospodarczą szkółkę leśną z hodowlą sosny, świerka, buka, modrzewia, dębu, głównie na potrzeby Nadleśnictwa Białogard.

## Przyroda
W okolicy siedlisko czapli siwej i łabędzia niemego.

## Kultura i sport
W miejscowości znajduje się świetlica wiejska.
Ludowy Zespół Sportowy we wsi to "Radew" Białogórzyno, należący do Gminnego Zrzeszenia LZS.
Corocznie odbywa się tutaj "Turniej Piłki Nożnej Samorządowców i Służb Mundurowych".

## Komunikacja
Białogórzyno leży 3 km na wschód od stacji kolejowej w Nosówku usytuowanej przy linii kolejowej nr 202 (Gdańsk - Szczecin).
Jest tutaj również przystanek komunikacji autobusowej.